# 명의왕후
명의왕후 류씨(明懿王后 柳氏, ? ~ 1112년 8월 8일(음력 7월 14일))는 고려의 제15대 왕 숙종의 왕비이다.

## 인물
아버지는 문하시중을 지낸 유홍이며 어머니는 중추사 병부상서 김원황의 딸 김씨이다. 본관은 정주이며, 태조의 신혜왕후, 정덕왕후 이후 처음으로 배출된 정주(지금의 경기도 개풍군) 출신의 왕비이다.
유씨는 숙종이 계림공으로 있을 때 혼인하였다. 남편이 왕위에 오른 후에는 명복궁주(明福宮主)에 책봉되었다가 후에 연덕궁주(延德宮主)로 고쳤으며, 1099년(숙종 4년) 3월에 정식으로 왕비에 책봉되었다. 숙종 사망 후에는 아들 예종이 왕위에 오르면서 왕태후에 올랐다. 이때 그녀가 사는 곳을 천화전, 그녀의 부를 숭명부라고 하였으며, 그녀의 생일을 지원절이라 칭하면서 특별히 기렸다.
유씨는 1112년(예종 7년) 음력 7월 14일에 궁 밖으로 행차를 나갔다가 갑자기 병이 위독해져 신박사에서 사망했다. 사망 후 그 시호를 명의왕태후(明懿王太后)라고 하고, 숭릉(崇陵)에 장사지냈다. 그녀가 죽은 이듬해에는 요나라에서 사신을 보내와 그녀를 치제하였다. 훗날 여러차례에 걸쳐 시호가 가상되어 유가광혜명의왕후(柔嘉光惠明懿王后)라 하였다.
그녀는 숙종과의 사이에서 예종을 비롯한 7남 4녀를 낳았다.

## 가족 관계
| 고려의 왕비 | 명의왕후 유씨 明懿王后 柳氏 | 출생               | 사망                                            |
| 고려의 왕비 | 명의왕후 유씨 明懿王后 柳氏 | 생년월일 미상 고려 | 1112년 8월 8일 (음력 7월 14일) 고려 개성 신박사 |

|    |                                     | 본관 | 생몰년     | 부모               | 비고 |
| -- | ----------------------------------- | ---- | ---------- | ------------------ | ---- |
| 부 | 유홍 柳洪                           | 정주 | ? - 1091년 | 유소 柳韶 미상     |      |
| 모 | 낙랑국대부인 樂浪國大夫人 김씨 金氏 | 경주 | 미상       | 김원황 金元晃 미상 |      |

| 고려 제15대 국왕 | 숙종 명효대왕 肅宗 明孝大王 | 출생                                          | 사망                                                             |
| 고려 제15대 국왕 | 숙종 명효대왕 肅宗 明孝大王 | 1054년 9월 2일 (음력 7월 28일) 고려 개경 정전 | 1105년 11월 10일 (음력 10월 2일) (51세) 고려 개경 장평문 밖 수레 |

|      |                   | 이름        | 생몰년                  | 배우자                                                                              | 비고        |
| ---- | ----------------- | ----------- | ----------------------- | ----------------------------------------------------------------------------------- | ----------- |
| 장남 | 예종 睿宗         | 우 俁       | 1079년 - 1122년         | 경화왕후 이씨 敬和王后 李氏 순덕왕후 이씨 順德王后 李氏 문정왕후 왕씨 文貞王后 王氏 | 제16대 국왕 |
| 장녀 | 대령궁주 大寧宮主 |             | ? - 1114년              | 회안백 淮安伯 왕기 王沂                                                             |             |
| 차녀 | 흥수궁주 興壽宮主 | ? - 1123년  | 승화백 承化伯 왕정 王禎 |                                                                                     |             |
| 3녀  | 안수궁주 安壽宮主 | 생몰년 미상 | 광평공 廣平公 왕원 王源 |                                                                                     |             |
| 차남 | 상당후 上黨侯     | 필 泌       | ? - 1099년              | 미상                                                                                |             |
| 3남  | 원명국사 圓明國師 | 징엄 澄儼   | 1090년 - 1141년         | 미혼                                                                                |             |
| 4남  | 대방공 帶方公     | 보 俌       | ? - 1128년              | 미상                                                                                |             |
| 5남  | 대원공 大原公     | 효 侾       | 1093년 - 1161년         | 양간공의 딸 이씨 李氏                                                               |             |
| 6남  | 제안공 齊安公     | 서 偦       | ? - 1131년              | 미상                                                                                |             |
| 4녀  | 복녕궁주 福寧宮主 |             | 1096년 - 1133년         | 진강백 晉康伯 왕연 王演                                                             |             |
| 7남  | 통의후 通義侯     | 교 僑       | 1097년 - 1119년         | 미상                                                                                |             |

## 참고 자료
- 《고려사》〈열전〉